# デジタルウルトラシリーズ
デジタルウルトラシリーズは、円谷プロダクションの作品を中心にデジタルリマスタリングして商品化している企画レーベル。

## 概要
フィルム撮影で製作された映像作品は経年による原盤の劣化を避けられず、画質や音質が低下し、また傷やゴミが付着していることも少なくない。映像作品のDVD化に合わせてこれを修復し、限りなく放送当時の状態に近づけるのが当初の企画意図である。
しかし、フィルム作品のデジタル修復作業は膨大な時間・手間・費用がかかり、円谷プロ単独では不可能な事業だった。そこで1999年、デジタル映像技術において豊富なノウハウを持つ松下電器産業（現・パナソニック）と提携し、デジタルリマスター化しパッケージソフトとして販売することで技術面・コスト面の問題を同時に解決することとなった。
この事業の為に「株式会社デジタルウルトラプロジェクト」が設立され、DVDソフトの発売のほか、各種デジタルコンテンツの企画制作も行っている。
ラジオドラマ『ウルトラQ倶楽部』も本企画の一環としてCD化されている。また、独自に製作されたDVDも発売されている。
タイトルに「ウルトラシリーズ」と付いているが、『怪奇大作戦』以降はウルトラシリーズ以外の作品も発売された。2007年発売の『恐怖劇場アンバランス』以降は、発売済みの商品を全巻セットで再発売することはあったが、2021年現在まで新商品の発売はなく、事実上の終了となっている。

## 特徴
映像や音声の原盤をコンピュータに取り込んでデジタル化。その上で、以下のような作業によるリマスターが行われる。
- 映像の修復
  - 傷やゴミの除去、色彩の補正をコマ単位で行う。ただし、やりすぎると綺麗になりすぎ、逆に当時の印象を損ねる恐れがあるため、「初号試写の再現」という基準が設けられている[1]。作業時間は1話あたり200時間以上。帰ってきたウルトラマンDVD宣伝用PVでは、300時間から400時間と宣伝している。
- 音声の修復
  - ノイズを除去、音のバランスを調整。リマスター音声のほか、放送当時の「完全オリジナルモノーラル音声」も収録されている。
  - 『ウルトラマンタロウ』までのリマスター音声は擬似ステレオ化が行われているが、『マイティジャック』以降は廃止。その代わりに、SEの抜けやリップシンク（アフレコの際に映像の口の動きと台詞のタイミングを合わせること）のズレを補正した「デジタルリマスター版モノーラル音声」を収録している。また、『ウルトラセブン』『ウルトラマン』は1巻あたり1話ずつ5.1サラウンド音声も収録されているが、『ウルトラQ』以降は廃止された。
- 曲の差し替え
  - 『ウルトラマンレオ』では4巻以降主題歌の切り替えがメニュー画面右上のDVDマークを押すことで可能となっている。青は新主題歌で、赤は旧主題歌で再生される。ただし第13話は本放送時点ではまだ旧主題歌のため、どちらで再生しても何の変化もなし。
  - 『ウルトラマン』では第1話、第7話、第31話以降のステレオ音声は主題歌のFirst Recording Versionで再生される。第30話まで（第1話、第7話を除く）はFirst Recording Versionが使用されているため変化はなし。

本企画の登場以降、こうした作業は他社の作品でも行われるようになり、現在では珍しくなくなってきたが、リマスターの効果をアピールする形での宣伝は新商品の発売が終了するまで続けられていた。

## 商品
いずれも発売順。

### DVD
- ウルトラセブン（全12巻）
- ウルトラマン（全10巻）
- LET'S D COLLECTION ウルトラスーパーダイジェスト
- ウルトラQ（全7巻）
- トライアルエディション（『ウルトラQ』『ウルトラマン』『ウルトラセブン』『帰ってきたウルトラマン』から1話ずつ収録）
- バトル・エディション （『ウルトラマン』『ウルトラセブン』からそれぞれ前後編を収録）
- 帰ってきたウルトラマン（全13巻）
- ウルトラの揺り籠
- 怪奇大作戦（全6巻）
- ウルトラマンA（全13巻）
- ウルトラマンタロウ（全13巻）
- マイティジャック（全6巻）
- 戦え! マイティジャック（全6巻）
- ウルトラマンレオ（全13巻）
- 恐怖劇場アンバランス（全6巻）

### CD-BOX
- ウルトラQ倶楽部（初回限定生産。2011年に廉価版を初回限定盤と通常盤の2形態で発売）

### DVD-BOX
すべて初回限定生産。映像特典は単巻版とは異なる。
- ウルトラセブン
- ウルトラマン
- ウルトラQ

## ウルトラ1800
1巻あたり1800円（単巻、税抜）の廉価版。収録内容はデジタルウルトラシリーズ（単巻版）と同一だが、ジャケットは変更されている。
- ウルトラセブン（全12巻）
- ウルトラマン（全10巻）
- ウルトラQ（全7巻）
- 帰ってきたウルトラマン（全13巻）
- ウルトラマンA（単巻全13巻／BOX）